# Naledi
Naledi es un municipio local sudafricano situado en el distrito de Dr Ruth Segomotsi Mompati, en la provincia de Noroeste.

## Superficie
Naledi tiene una superficie de 7032 km².

## Demografía
En 2022, tenía 63 755 habitantes, una densidad poblacional de 9,06 hab./km², y 16 099 viviendas.